# Square Enix Europe
 (avril 2021).
Si vous disposez d'ouvrages ou d'articles de référence ou si vous connaissez des sites web de qualité traitant du thème abordé ici, merci de compléter l'article en donnant les références utiles à sa vérifiabilité et en les liant à la section « Notes et références ».
 (novembre 2018).
Square Enix Europe Ltd (à l'origine Domark, puis Eidos Interactive) est un éditeur de jeux vidéo britannique. Les jeux les plus notables incluent Tomb Raider, L'Entraîneur, Commandos, The Nomad Soul, Legacy of Kain: Soul Reaver, Fear Effect, Dark Project, Hitman, Deus Ex.
L'entreprise est rachetée par Sci Entertainment, un autre éditeur de jeux vidéo britannique, en avril 2005. 
En janvier 2009, Eidos Interactive ferme son studio à Manchester.
En avril 2009, la firme est rachetée par Square Enix et à l'été 2009, Eidos devient officiellement Square Enix Europe.

## Liste des studios
- Crystal Dynamics (Redwood City, États-Unis - acquis en 1998)
  - Crystal Northwest (Seattle, États-Unis - ouvert en 2018)
- Beautiful Game Studios (Londres, Royaume-Uni - ouvert en 2003)
- Eidos Montréal (Montréal, Canada - ouvert en 2007)
  - Eidos-Sherbrooke (Sherbrooke, Canada - ouvert en 2020)
- Eidos Shanghai (Shanghai, Chine - ouvert en 2008)
  - Eidos Creative Software (Shanghai, Chine)
- Square Enix Montreal (Montréal, Canada - ouvert en 2011)

Anciens studios
- Core Design (Derby, Royaume-Uni - acquis en 1996, vendu en 2006)
- Eidos Hungary (anciennement Mithis Entertainment) (Budapest, Hongrie - acquis en 2006, fermé en 2009)
- IO Interactive (Copenhague, Danemark - acquis en 2004, vendu en 2017)
- Ion Storm (Dallas, États-Unis - acquis en 1999, fermé en 2005)
- Pivotal Games (Bath, Royaume-Uni - acquis en 2003, vendu en 2008)

## Liste de jeux édités
- 102 Dalmatiens à la rescousse !, Les
- 25 to Life
- Abomination: The Nemesis Project
- Batman: Arkham Asylum
- Bionicle Heroes
- Championship Manager (voir l'Entraîneur pour le détail des versions)
- Commandos (une série de 5 jeux)
- Conflict: Global Storm
- Dark Project
  - Dark Project : La Guilde des voleurs
  - Dark Project 2 : L'Âge de métal
  - Dark Project: Deadly Shadows
- Deathtrap Dungeon
- Deus Ex
  - Deus Ex (2000)
  - Deus Ex: Invisible War (2003)
  - Deus Ex: Human Revolution (2011)
  - Deus Ex: Mankind Divided (2016)
- Fear Effect
  - Fear Effect
  - Fear Effect 2: Retro Helix
- Fighting Force
  - Fighting Force
  - Fighting Force 2
- Final Fantasy
  - Final Fantasy VII (Uniquement la version PC)
  - Final Fantasy VIII (Uniquement la version PC pour l'Amérique du Nord et l'Europe)
- Forestia
- Gangsters : Le Crime Organisé
- Hitman
  - Hitman : Tueur à gages
  - Hitman 2: Silent Assassin
  - Hitman: Contracts
  - Hitman: Blood Money
  - Hitman: Absolution (Repris par Square Enix)
- Joint Strike Fighter (1998)
- Just Cause
  - Just Cause 2
  - Just Cause 3
- Kingdom Hearts : Coded
- Legacy of Kain: Soul Reaver
  - Legacy of Kain: Soul Reaver
  - Legacy of Kain: Soul Reaver 2
  - Legacy of Kain: Defiance
- Mini Ninjas
- Pandemonium (1996)
- Pavillon noir
- Praetorians (2003)
- Project Snowblind
- Project IGI
- Revenant
- Shellshock: Nam '67
- Sleeping Dogs
- StarTopia
- The Nomad Soul
- TimeSplitters
  - TimeSplitters
  - TimeSplitters 2
- Tomb Raider
  - Tomb Raider I
  - Tomb Raider II
  - Tomb Raider III : Les Aventures de Lara Croft
  - Tomb Raider : La Révélation finale
  - Tomb Raider (2000)
  - Tomb Raider : Sur les traces de Lara Croft
  - Tomb Raider : La Malédiction de l'épée
  - Tomb Raider: The Prophecy
  - Tomb Raider : L'Ange des Ténèbres
  - Tomb Raider: Legend
  - Tomb Raider: Anniversary
  - Tomb Raider: Underworld
  - Tomb Raider (2013)
  - Rise of the Tomb Raider
  - Shadow of the Tomb Raider
  - Tomb Raider Reloaded
- Lara Croft
  - Lara Croft and the Guardian of Light
  - Lara Croft and the Temple of Osiris
  - Lara Croft: Relic Run
  - Lara Croft Go
- Urban Chaos
- Marvel's Avengers

## Cinéma
- Lara Croft: Tomb Raider de Simon West
- Lara Croft : Tomb Raider, le berceau de la vie (Lara Croft Tomb Raider: The Cradle of Life) de Jan de Bont
- Tomb Raider de Roar Uthaug

## Télévision
- Revisioned: Tomb Raider